# 東亜国内航空機米子空港オーバーラン事故
東亜国内航空機米子空港オーバーラン事故は、1988年（昭和63年）1月10日に発生した航空事故。米子空港発大阪国際空港行きだった東亜国内航空670便（YS-11-109）が、米子空港からの離陸時に昇降舵の動作不良により滑走路をオーバーラン、中海に突っ込んで停止した。乗員乗客52人中8人が負傷した。

## 当日の670便

### 事故機
事故機は日本航空機製造のYS-11-109型機（愛称：なると）で、ロールス・ロイス社製のターボプロップエンジン「ダート542-10」を2基搭載した旅客機であった。機体記号はJA8662、1966年5月9日に製造され、同年に初飛行を行っていた。1966年5月から東亜国内航空の前身である日本国内航空が運用を開始し、事故までには通算で約47,209時間を飛行していた:5-6。

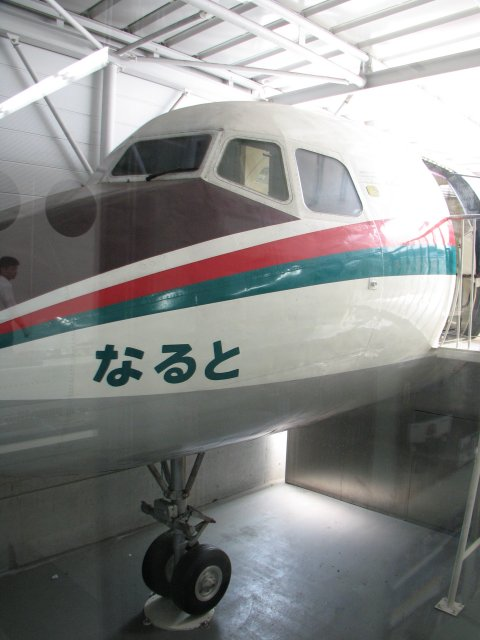
電車とバスの博物館に展示される事故機

事故後は、カットモデルとなり神奈川県川崎市の電車とバスの博物館にて展示された。2016年のリニューアルまではフライトシミュレータとして展示されていた。

### 乗員
当該機の運航乗務員は、機長と副操縦士の2名だった。機長は36歳男性であり、総飛行時間は約8,022時間で、YS-11では約4,384時間の飛行経験があった。副操縦士は37歳男性で、総飛行時間7,604時間のうち3,106時間がYS-11によるものだった:5-6。

## 事故の経緯

### 事故以前の飛行
事故機は当日、同じ乗員によって、7時55分に大阪国際空港発米子空港行きの671便として離陸した。9時05分に米子空港の滑走路25へ着陸した。着陸から7分ほどで駐機場に駐機した。引き続き同じ機体と乗員により、米子空港発大阪国際空港行きの670便として運航するために離陸準備を開始した:3。

### 事故
9時32分ごろ、機長の操縦により滑走路25への地上走行を行った。当時、気温が1度ほどで、弱いしゅう雪が降っていた。9時34分に、操縦が副操縦士に引き継がれ、コントロール・チェックを行い、離陸滑走を開始した。23秒後に離陸決定速度（V1）に達し、数秒後に離陸速度の95ノット (176 km/h)に達した。副操縦士が、操縦桿を引き機首上げを行おうとしたが、反応しなかった。これに対して、副操縦士は「おもいなぁ」と発言している。パイロットは離陸を断念しようとしたものの、速度が112ノット (207 km/h)近くも出ていたため、機体は滑走路内で停止せず、オーバーランし、滑走路端から50メートル沖合いの中海に突っ込んだ。事故により、乗客8人が軽傷を負ったものの、死者は出なかった。管制官はすぐに美保空港事務所へ連絡し、事務所員が警察や消防へ通報した:3-4。

## 事故調査

### パイロットの行動
調査から、670便は正常に加速しており事故機のローテーション速度（操縦桿を引いて機首の引き起こしを開始する速度、以下VR）である95ノット (176 km/h)に達するまでに、430m走行したと推算された。CVRの記録から、機長の「VR」という発声を受け、副操縦士は操縦桿を引いたものと考えられた。この3秒後に、副操縦士は「おもいなぁ」と言っていることから、VRに達してから操縦桿を引き続けていたと推測された。また、CVRによるとこの時点からエンジンの回転数が低下していた。その他の発言から副操縦士が離陸断念を決断して、スロットルを落としたものと考えられた。滑走路のタイヤの痕跡から、パイロットはスロットルを落とすのと同時にブレーキを使用したと推定された:25-27。

### 昇降舵の作動不良
事故時に、機体に付着したスラッシュ（溶けかけた雪）が離陸滑走中に凍結し、昇降舵が作動しなかった可能性が考えられた。YS-11では、このような昇降舵の作動不良が過去20年ほどで十数件報告されていた。うち、12件は670便と同様に離陸滑走時に発生していた。この12件の事例は、10～2月の冬季に発生しており、天候はしゅう雪または降雪後の曇りであった。また、7件は除雪したにもかかわらず発生していた。すべての事例で、コントロール・チェック時には異常は無く、パイロット達はVR付近で異常を認知していた。このような異常が起きた際、場合によっては、離陸を中止した事例もある。エプロンに引き返す途中でコントロール・チェックを再び行ったが、昇降舵は正常な状態に戻っていており、ほとんどの事例で凍結は確認されなかった。一方、離陸を行った場合には上昇中にも異常は続き、雲上に出てから解消された:27-29。

### 事故原因
事故原因として報告書では、昇降舵に付着したスラッシュが凍結したため、機首上げが難しくなったことをあげた。また、離陸中止を行ったが安全離陸速度（1つのエンジンが停止しても安全に上昇できる速度、V2）を越える高速で、滑走路上にスラッシュがあったことと、主脚分担重量が小さかったためブレーキ効果が減少し、滑走路内で停止できなかったと述べている:47。